# Близная (Пружанский район)
Близная (бел. Блізная) — деревня в Пружанском районе Брестской области Беларуси. Входит в состав Ружанского сельсовета.

## Этимология
По одной из версий название произошло из-за расположения деревни вблизи реки «Близёнки». По другой версии из-за того, что по обе стороны деревни текут ручьи и деревня находится вблизи рек (близко к ним).

## Достопримечательности
- Церковь Александра Невского (1888 г., камень природный) —  Историко-культурная ценность Республики Беларусь, шифр 113Г000598
- Фрагменты усадебно-паркового комплекса Милошевских[1]
  - Парк
  - Конюшня[1]
  - Башня-коптильня[2]
  - Водяная мельница[3]
- Кирпичный завод
- Братская могила советских воинов —  Историко-культурная ценность Республики Беларусь, шифр 113Д000600
- Могила жертв фашизма —  Историко-культурная ценность Республики Беларусь, шифр 113Д000599

## Усадьба Милошевских
В книгах: Несцярчук «Замкi, палацы, паркi Берасцейшчыны» и А. Т. Федорука в книге «Старинные усадьбы Берестейщины» 2004 г. указана информация и усадьбе и имениях.

## Галерея

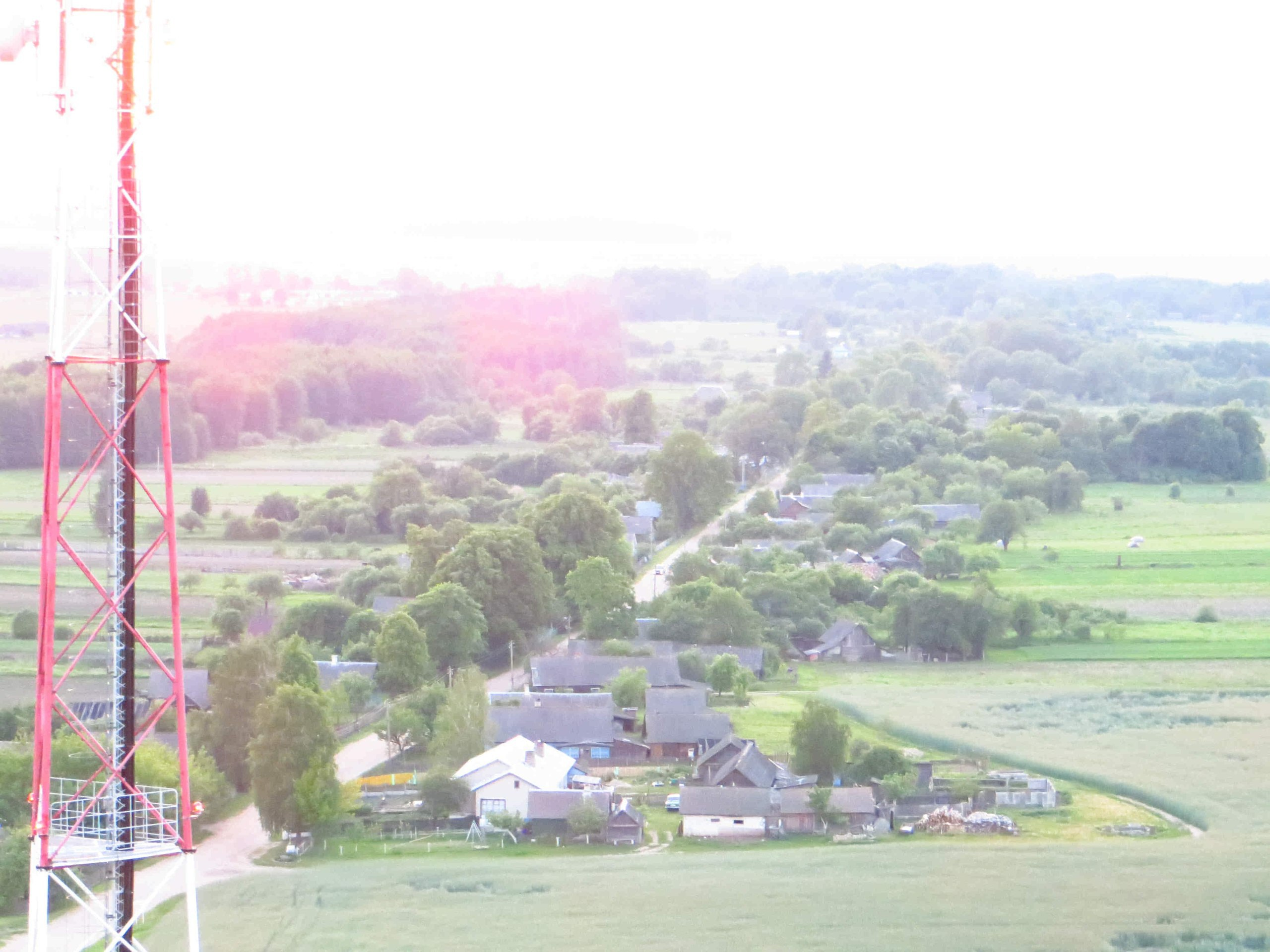
Вид с высоты
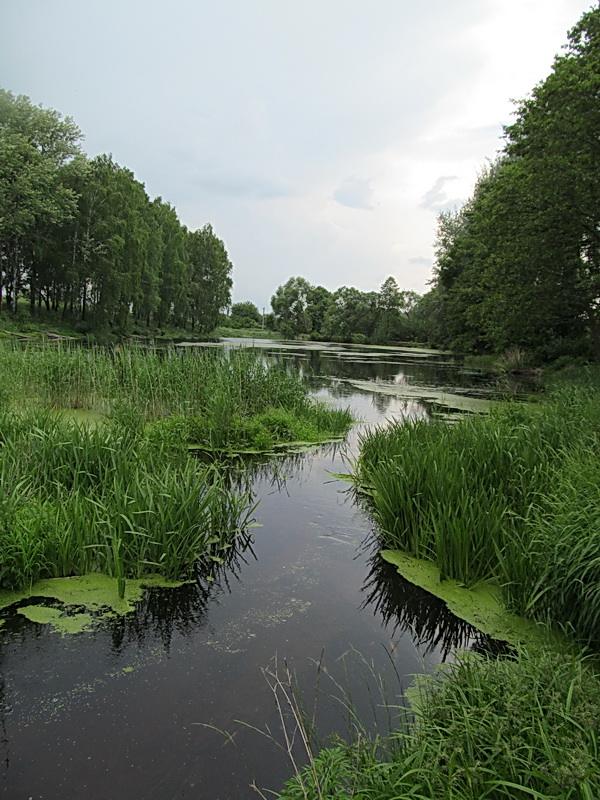
Фрагменты парковой водной системы
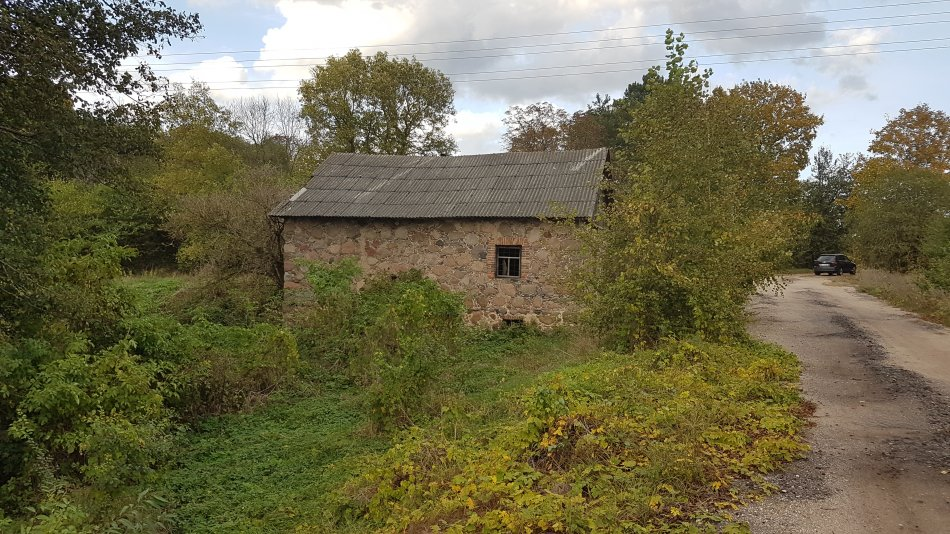
Водяная мельница XIX века
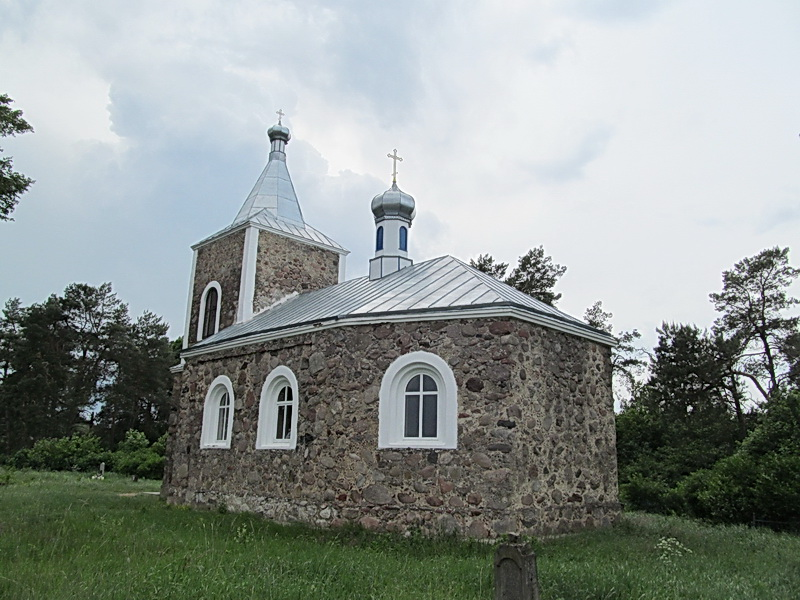
Церковь Александра Невского
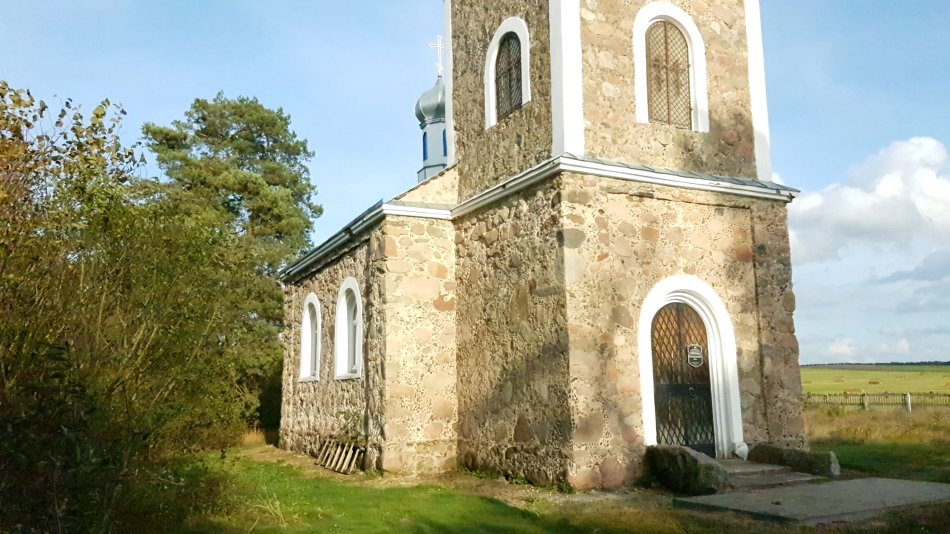
Церковь Александра Невского